# Jenny Aloni
Jenny Aloni (ur. 7 września 1917 r. w Paderborn, zm. 30 września 1993 r. w Ganei Yehuda) – niemiecka, a później izraelska pisarka pochodzenia żydowskiego.
Jenny Aloni z domu Rosenbaum urodziła się w Paderborn, gdzie mieszkała do 1935 r. Pod koniec 1939 r. wyemigrowała do Palestyny. Swoją karierę pisarską rozpoczęła już w Niemczech, ale dopiero od 1956 r. opublikowała wiele wierszy, powieści i krótkich narracji, które łącznie tworzą dziewięć tomów. Od lat 60. XX w. uważana jest za jedną z najważniejszych autorek izraelskich swojego pokolenia. W 1967 r. Jenny Aloni otrzymała nagrodę Paderborn Culture Prize, w 1991 r. nagrodę Annette-von-Droste-Hülshoff oraz Meersburger International Annette-von-Droste-Hülshoff.